# Pavetta bruneelii
Pavetta bruneelii är en måreväxtart som beskrevs av De Wild.. Pavetta bruneelii ingår i släktet Pavetta och familjen måreväxter.
Artens utbredningsområde är Kongo-Kinshasa. Inga underarter finns listade i Catalogue of Life.